# Balkovci
Balkóvci so naselje v Sloveniji.

## Zgodovina
Najstarejši znani objekt v območju naselja je Grad Grduni, ki pa je zdaj v ruševinah.

## Geografija
Povprečna nadmorska višina naselja je 275 m.
Pomembnejša bližnja naselja so: Zilje, Preloka, Vinica in Črnomelj.
Naselje sestavljajo zaselki: Dejani, Grduni, Pavlini in Balkovci.

## Demografija
| Pregled števila prebivalstva po letih | Pregled števila prebivalstva po letih | Pregled števila prebivalstva po letih | Pregled števila prebivalstva po letih | Pregled števila prebivalstva po letih | Pregled števila prebivalstva po letih | Pregled števila prebivalstva po letih | Pregled števila prebivalstva po letih | Pregled števila prebivalstva po letih | Pregled števila prebivalstva po letih | Pregled števila prebivalstva po letih | Pregled števila prebivalstva po letih | Pregled števila prebivalstva po letih | Pregled števila prebivalstva po letih |
| ------------------------------------- | ------------------------------------- | ------------------------------------- | ------------------------------------- | ------------------------------------- | ------------------------------------- | ------------------------------------- | ------------------------------------- | ------------------------------------- | ------------------------------------- | ------------------------------------- | ------------------------------------- | ------------------------------------- | ------------------------------------- |
| 1869                                  | 1880                                  | 1890                                  | 1900                                  | 1910                                  | 1931                                  | 1948                                  | 1953                                  | 1961                                  | 1966                                  | 1971                                  | 1981                                  | 1991                                  | 2002                                  |
| 139                                   | 142                                   | 112                                   | 106                                   | 106                                   | 103                                   | 105                                   | 87                                    | 75                                    | 68                                    | 70                                    | 65                                    | 61                                    | 56                                    |

Etnična sestava 1991:
- Slovenci: 60 (98,4 %)
- Hrvati: 1 (1,6 %)